# 米岡誠一
米岡 誠一（よねおか せいいち、本名同じ）、1958年10月19日-）は、日本のラジオパーソナリティ・ナレーター・歌手・ローカルタレント・芸能プロモーターである。北九州市門司区出身。血液型はO型、あだ名はいのしし。

## 人物
福岡県を拠点に、エフエム福岡、RKBラジオ、KBCラジオで活動。福岡以外の九州地区のCMナレーション（ホワイト急便）や国内信販（現・楽天KC）のCMナレーションが全国で放送された。
また、タレント事務所・パインズの代表取締役でもあり、児玉育則をはじめ、40人ほどのナレーターを統括する。その他、自主制作でCDも出しており、時々ライブも行う。
2013年は、椎葉ユウと共に福岡ソフトバンクホークスの主催試合においてスタジアムDJを務めている。
ラジオ番組内で「前世はイタリア人だったので、美しいと思った女性には、彼氏の有無に関わらず声を掛ける」と発言している。仕事やプライベートで付き合いのある仲谷一志から米岡の恋愛に関しての考え方や生き方を「浮気の神様」と呼び尊敬されている。学生時代はバスケットボール部に所属。特にポジションは無く、オフェンス・ディフェンスのみに集中していた。非喫煙者である。

## 現在の出演番組
- VOICE CLUB（エフエム福岡、日曜09:30 - 09:55）
- 夜はモーレツ!!（エフエム福岡、火曜20:30 - 20:55）

## 過去の出演番組
- エンタメバラエティ THE☆ヒット情報（RKBラジオ、木・金曜 13:00 - 16:30）
- ももち浜ラジオプレーヤーズ（RKBラジオ、日曜12:00 - 17:00）
- SUPER RADIO MONSTER ラジ★ゴン（エフエム福岡）
  - 火・木曜担当（1998年4月2日 - 2000年3月30日）
  - 水・木曜担当（2000年4月5日 - 2013年3月28日）
  - 木曜担当（2013年4月4日 - 2014年3月27日）
- タマリバ（テレビ西日本、月 - 金曜14:58 - 16:00）※火曜に放送される「トクシュー」のナレーターとして。
- ヨネドブ（KBCラジオ、水曜24:30 - 25:00）
- バンバンカルテット（エフエム福岡、火曜12:30 - 17:00）
- ビンゴ No.5（エフエム福岡、水曜・木曜12:30 - 17:00）
- もっとももんが（RKBラジオ、月曜 - 金曜21:00 - 24:00）
- めんたいワイド（FBS）※レポーター
- 米岡・椎葉のビジュアル・ランチ（エフエム福岡、金曜12:30 - 12:55）
- 夜はモーレツ!（エフエム福岡・エフエム熊本・エフエム長崎・エフエム大分）
- ツーレツヨネコ（KBCラジオ、土曜22:00 - 22:55）
- 米岡誠一・仲谷一志の午後のブルドッグ（RKBラジオ、月曜～金曜 15:00 - 16:30）
- オトナビゲーション（RKBラジオ)
- にしてつバスpresents 米岡誠一の「ぼくらのバス!発車オーライ」（エフエム福岡、日曜09:30 - 09:55）

## CD
- Moji
- 「ぼくらのバス」みんなのうんてんし
- KAZA-HANA／そんなクリスマスの夜もあった
- BEGINNING / フレンズ（2005年5月、地域限定発売）